# Knud Knudsen
Pour les articles homonymes, voir Knudsen.
Knud Knudsen, né le 6 janvier 1812 à Holt près de Tvedestrand dans le comté de Aust-Agder et mort le 4 mars 1895 à Kristiania, est un professeur et linguiste norvégien.
Knudsen est considéré comme le moteur de ce que l'on appelle la norvégisation de la langue écrite dano-norvégienne en riksmål qui a été ensuite transformée en bokmål après sa mort, langue basée sur la conversation courante. Grâce à ce travail, il est non seulement considéré comme le père du riksmål, mais aussi le père du bokmål.

## Le contexte: norvégianisation
Une alternative à la création du nynorsk d'Ivar Aasen a été une norvégianisation de la langue écrite existante.
Cette solution avait déjà été mise en avant dès 1814 et promue par Henrik Wergeland. Celui-ci a été un des premiers à norvégianiser ses œuvres. Il était partisan d’une insertion progressive de mots norvégiens dans la langue danoise ce qui, progressivement, mènerait à une nouvelle langue écrite. Peter Christian Asbjørnsen et Jørgen Moe lui ont emboîté le pas dans leur recueil de Contes populaires norvégiens, où l’on rencontre pour la première fois des traces concrètes de norvégianisation. Ils utilisèrent en effet une langue plus orale, en ayant par exemple recours à la double forme définie.

## L'apport de Knud Knudsen
Mais c’est surtout dans les années 1850 que cette méthode fut approfondie par Knud Knudsen. Il avait pour intention de norvégianiser la langue écrite danoise en douceur, par exemple en prenant des mots et des formes norvégiennes dans la langue écrite, pour ainsi parvenir à créer un norvégien véritable. Knud Knudsen soutenait le principe de rapprochement entre l’écrit et l’oral, mais, contrairement à Aasen, il ne prit pas les dialectes comme modèle. Il s’inspira plutôt de la prononciation norvégienne employée dans les villes, en particulier la langue parlée au sud-est, autrement dit dans la région s’axant autour de la capitale. C’est la langue de cette partie du pays qui acquit le plus de poids en tant que fondement de la norme du futur bokmål.
Dans les villes, même après 1814, les fonctionnaires et les membres de la haute société parlaient une langue s’appuyant sur le danois écrit avec une phonétique norvégienne (den dannede dagligtale). Mais la majorité de la population vivait à la campagne, et dans les villes seule une faible proportion appartenait à la classe dominante. Ce langage était donc seulement répandu dans une partie minoritaire de la population.
Knud Knudsen voulait former la langue norvégienne à partir de la langue de l’élite, tandis qu'Aasen se basait sur les parlers du peuple. Knudsen était pour une évolution, un changement progressif de la langue. Selon lui le danois ne pouvait être remplacé d’un seul coup. Ivar Aasen, lui, alla plus loin. Il entama plus qu’une évolution, il mit en place un véritable bouleversement, autrement dit une révolution. Pourtant, même si leur méthode et leur idéologie se différenciaient, ils se retrouvaient sur un point : la langue était beaucoup trop influencée par le danois, il fallait substituer la langue écrite danoise. Ils avaient donc en commun cette volonté d’élaborer une langue différente du danois lorsque les liens avec le Danemark furent rompus.
Il n’y a pas eu de confrontation directe entre Knud Knudsen et Ivar Aasen quant à leur projet respectif. On pouvait les considérer d’une certaine façon comme complémentaires, plutôt que des concurrents directs. Ils ont laissé à d’autres le soin de s’affronter dans le combat opposant les partisans des deux fronts qui a été, et est encore caractéristique des dissensions entre le dano-norvégien, le riksmål, et le bokmål, c’est-à-dire un combat entre les conservateurs qui sont contre tout changement, et les radicaux qui ont entamé un travail rapide de rapprochement vers le landsmål puis le nynorsk.